# Kirkenes
69°43′39″N 30°3′3″Ø / 69.72750°N 30.05083°Ø
Kirkenes (nordsamisk: Girkonjárga, kvænsk og finsk Kirkkoniemi, russisk: Киркенес) er en by og administrationscenter i Sør-Varanger kommune i Troms og Finnmark fylke i Norge. Stedet har 8.684 indbyggere pr 1. januar 2019.
Næsset mellem Pasvikelven og Langfjorden hed tidligere Piselvnes. Da der i 1862 blev bygget en kirke på næsset, blev stednavnet ændret til Kirkenes.
Byen ligger ca 400 km nord for Polarcirkelen og ligeså langt østpå som St. Petersburg, der er nærmere end Oslo. I Kirkenes er centrumsgaderne skiltet både med det latinske- og det kyrilliske alfabet. Omkring 10 % af befolkningen i Kirkenes er russere.

## Historie
Kirkenes blev grundlagt i 1862, men fik først bystatus år  1998. Folketællingen år 1900 viste 43 % finske, 36 % samer og 21 % nordmænd. De sidstnævnte bestod mest af øvrighedspersoner og nyligt ankomne nybyggere. Kun få familier boede i området i 1906, da der blev fundet jernmalm. De lokale forhold var elendige, med et svigtende fiskeri flere år på rad; bl.a. var tuberkulose udbredt. Distriktslægen Andreas B. Wessel var i 1904 blevet valgt til ordfører og prøvede uden held at få statlig hjælp til at forbedre befolkningens kår.
Fundet førte til oprettelsen af mineselskabet A/S Sydvaranger i 1906; samme år blev fagforeningen Nordens Klippe stiftet. I 1908 blev den første tarifaftale vedtaget, og i 1910 kom minedriften i gang. I løbet af få år var befolkningen vokset til ca 8.000 personer, også udlændinge. Kirkenes var en vigtig leverandør af råmaterialer til artilleri under første verdenskrig. I 1908 blev Kirkenes det nordligste anløbssted for Hurtigruten, hvor skibene vender. Store ændringer fandt sted på egnen i mellemkrigstiden med oprettelsen af Sovjetunionen og Finlands uafhængighed. I selve Kirkenes var der generalstrejke og opstand i 1928. Strejken endte med et totalt nederlag for fagbevægelsen, og der kom ingen ny tarifaftale før i 1947/48, da staten var gået ind som største aktionær.

## Anden verdenskrig
Under vinterkrigen krydsede mere end 1.300 flygtninge Pasvikelven ind i Norge. Et halvt år senere, i juli 1940, blev stedet besat af tyske tropper, og op til 100.000 soldater befandt sig i området, der sommeren 1941 var vidne til Operation Barbarossa, der havde den nærliggende havneby Murmansk som hovedmål.
Kirkenes blev kraftigt bombet under 2. Verdenskrig. 328 bombeangreb og mere end 1.000 luftalarmer gjorde Kirkenes til krigens næstmest bombede by efter Valletta på Malta. 4. juli 1944 rangeres som den allerværste dag, idet 70 sovjetiske fly slap sprængbomber og fosforkugler, som skabte et enormt ildhav. 140 huse brændte ned, deriblandt forretninger, bilværksteder og benzinstationer. Dertil blev byens hovedvandrør ødelagt, så indbyggerne ikke mere havde vand.
I tre år var befolkningen i Kirkenes fanget i krigen mellem Tyskland og Sovjetunionen, og levede med sult og rædsel. Efter tre års stillingskrig langs med floden Litsa mellem Kirkenes og Murmansk begyndte Wehrmacht sin evakuering (kaldet Operation Nordlys) af Nordfinland og Nordnorge helt syd til Lyngen. Tilbagetrækningen anslås at have omfattet omkring 200.000 mand, tusindvis af krigsfanger, 20.000 køretøjer og 60.000 heste. Operation Nordlys kostede 8.263 tyske soldater livet; russerne havde 6.084 faldne. 850 sovjetsoldater blev landsat i Kirkenes fra skibe i en stor operation, og rykkede frem til Tanaelv, inden de gjorde holdt; Moskva fejrede det med salut. Mens Finland sluttede fred med Sovjetunionen, og gik til angreb på tyske tropper, lagde den østrigske general Lothar Rendulic Nordnorge i aske i en enorm operation for at få sine styrker i sikkerhed sydpå. Hitler gratulerede ham i januar 1945: "De har reddet Tysklands bedste hær." Den største del af Rendulics 20. bjergarmé var langt borte, inden de sovjetiske styrker befriede Kirkenes nat til 25. oktober 1944.
I oktober begyndte A/S Sydvaranger at gemme lokalbefolkningen i en minegang øverst ved Bjørnevatn. Henved 4.000 mennesker lå gemt i minen under kampene, og kunne se alle gårde brænde ned på nordsiden af Varangerfjorden. Kl. 2:15 nat til 25. oktober kæmpede fire sovjetsoldater sig frem til tunnelens åbning og råbte ned: "I er frie, hejs det norske flag!" Frem fra halvmørket krøb flere fra det lovligt valgte norske kommunestyre i 1940. Russerne talte med dem ved hjælp af en tolk. Et lovligt styre kom på plads, men først den anden uge i november 1944 kom den første norske styrke frem, så russerne forblev befolkningens helte.
Mens russerne var kommet som befriere, oplevede civilbefolkningen en slet behandling fra 2. bjergkompagni i den norske brigade i England, da disse omsider ankom til Kirkenes. De var kun 260 mand, dårligt udrustede; de medbragte hverken køretøjer eller forsyninger. Derimod beskrev de finnmarkingerne som "dårlige nordmænd", fordi finnmarkingerne havde levet med tyskerne tæt på, og lært dem at kende som mennesker. Det førte til et anspændt forhold mellem 2. bjergkompagni og finnmarkingerne, og til brutale overgreb overfor kvinder, der blev mistænkt for at have stået i forhold til tyskere.
Ved Bjørnevatn havde jordemor Nelly Lund taget imod de børn, der blev født i minegangen. Hun havde indrettet en lille fødestue på 4 x 6 m med fire senge, og klædt stenvæggene med uldtæpper for at holde kulden ude. De nyfødte blev lagt på låget af en stor symaskine. Dette specielle "puslebord" kan ses på Lofoten krigsmindemuseum. Officielt tog Nelly Lund imod ti børn i tunnelen, men 70 år senere blev det kendt, at der var født 11 børn. Det 11. barn havde imidlertid østrigsk far. Tyskerne havde fået barnets mor til at tro, at russerne kom til at æde hendes barn, så hun turde ikke komme til fødestuen, men fik anden hjælp under fødslen, samt bleer til den nyfødte. Det 11. barn, en pige, valgte så sent som i 2019 ved 75-årsjubilæet for Kirkenes' befrielse at forblive anonym for at skåne sine børn og børnebørn for belastningen.

## Erhvervsliv
Hovederhvervet i Kirkenes var minedriften. På det højeste havde A/S Sydvaranger 1.500 ansatte, og var Norges største mine det meste af sin levetid. Minen fremstillede magnetitkoncentrat (67,5 % jernindhold), højkvalitets koncentrat (72 % jernindhold) og pellets. Under krigen blev minen drevet af tyskerne, der ved Den røde hærs fremrykning i efteråret raserede bygninger og andre værdier fuldstændigt. Som en del af Marshall-planen blev Sydvaranger genopbygget af den norske stat, og havde en meget lønsom periode i 1950/60'erne.
I 1996 ophørte driften, men i 2009 begyndte arbejdet med at forberede gruberne for ny drift. I den senere tid har turisme overtaget som det vigtigste erhverv i Kirkenes.
Barentssekretariatet blev etableret i 1993, et halvt år efter underskrivelsen af Kirkenes-erklæringen, som markerede samarbejdet om Barentshavet til normalisering af forholdet til Rusland efter opløsningen af Sovjetunionen. En ny Kirkenes-erklæring blev vedtaget i 2013.
Det råder optimisme i Kirkenes, blandt andet i forbindelse med en planlagt oljeudvinding i Barentshavet. Sydvaranger blev i februar 2006 solgt til Norberg Eiendom af Sør-Varanger kommune og Varanger kraft for 102 mill. kr. Nordberg Eiendom solgte imidlertid Sydvaranger videre til Tschudi Shipping d. 1. maj år 2006. Arbejdet med at forberede mineområdet for ny drift blev påbegyndt, januar år 2009, og i den forbindelse er den privatejede jernbanelinje Kirkenes–Bjørnevatnbanen taget i brug igen.

## Transport
Byen er endepunkt for E6 og for Hurtigruten.
Ikke langt fra Kirkenes ligger militærlejren Høybuktmoen som huser Garnisonen i Sør-Varanger (GSV]). Byens flyveplads, Høybuktmoen lufthavn med en international del, har daglige afgange til Oslo og Tromsø, samt til resten af Finnmark. Om sommeren er der en ugentlig afgang til Tyskland.

## Kultur og idræt
Midt i Kirkenes by ligger monumenter for anden verdenskrig, Russermonumentet og Krigsmødremonumentet. Et tilflugtsrum, "Andersgrotta", ligger midt i Kirkenes og var det største beskyttelsesrum for civilbefolkningen i Kirkenes.
Den sidste torsdag hver måned kan man gå på «russetorget» i centrum eller tage turen lidt uden for byen op på Prestefjell for at få et overblik over byen og Varangerfjorden.
12 km syd for Kirkenes ligger Bjørnevatn med mine-sightseeing og Norges tungeste busskur (en omvendt krangrab på over 14 tons) og rallar-monumentet til ære for de første mineearbejdere. (En rallar er en anlægsarbejder.)
Byens største idrætsklub er Kirkenes Idrettsforening, men også Sørild er en stor og traditionsrig klub i Kirkenes. I 2006 fik idrættsmiljøet i Kirkenes et nyt tilskud, da Havna Idrettslag blev stiftet.